# Cites (sèrie de televisió)
Cites és una sèrie de televisió que mescla la comèdia romàntica i el drama en un seguit de primeres trobades de diferents parelles que s'han conegut a través d'Internet. Fins a 24 actors s'entrellaçaran a les cites, que desembocaran sovint en relacions sentimentals o sexuals.
Cites es basa en la sèrie del Regne Unit Dates, creada per Brian Elsley el 2013. A diferència de la sèrie original, però, té episodis de 45 minuts que combinen escenes de dues parelles i, excepte tres episodis, els guions són originals.
La sèrie, creada i dirigida per Pau Freixas, es va estrenar per TV3 el 27 d'abril de 2015 amb una quota de pantalla del 13,5% i 425.000 espectadors. En total, la primera temporada va constar de 13 episodis. L'estrena de la segona temporada, amb nous personatges i nous tipus de relació, es va emetre el 2 de maig de 2016 obtenint 296.000 teleespectadors i un 9,6% de quota de pantalla.
El juny de 2023 es va estrenar la tercera temporada, amb el nom de Cites Barcelona. L'octubre de 2024 es va estrenar la quarta temporada.

## Argument
El punt de partida dels episodis són dues persones que es coneixen a través d'una web de contactes d'Internet i es troben per primera vegada. A partir d'aquest moment, compartiran moments incòmodes o romàntics.
A les cites, ambientades a Barcelona, hi participaran persones de diferent edat, orientació sexual i estat civil. Un punt distintiu pel que fa a la sèrie en què es basa, Dates, és que s'hi han afegit tocs de comèdia romàntica que aporten calidesa i continuïtat a diferents episodis.

## Desenvolupament

### Segona temporada
La segona temporada es va estrenar el 2 de maig de 2016 en substitució de la sèrie policial Nit i dia. S'hi van incorporar nous personatges, mantenint tres parelles, i van començar històries més diverses: relacions entre persones de la tercera edat, fantasies sexuals, relacions intergeneracionals…
Aquesta segona temporada, segons la Corporació Catalana de Mitjans Audiovisuals, estava dissenyada per ser més còmica, fresca i enèrgica. També s'hi van incorporar relacions més adultes, deixant de banda la timidesa de la primera cita per incorporar altres elements, com ara les experiències viscudes pels personatges abans de la trobada: matrimonis o situacions personals.

### Tercera temporada
La tercera temporada, produïda per Filmax i amb la participació de TV3 i Amazon Prime Video, es va estrenar el 12 de juny de 2023 amb els dos primers capítols. Tota la temporada, de sis episodis, va estar disponible a Prime Video el 13 de juny. La producció es va gravar originalment amb la meitat de diàlegs en català i l'altra meitat en castellà, encara que TV3 els va emetre íntegrament en català doblant els diàlegs a aquesta llengua.
El 17 de maig es va estrenar el tràiler de la temporada.

### Quarta temporada
La quarta temporada torna a ser produïda per Filmax i amb la participació de TV· i Amazon Prime Video. Es va estrenar el 16 d'octubre de 2024 amb els dos primers capítols a la televisió catalana. Tota la temporada va estar disponible a Prime Video el 21 d'octubre. Aquesta temporada s'ha fet un capítol més en català i els propis actors que hagin rodat en castellà s'han doblat al català.

## Personatges
El repartiment és:

### Primera temporada
| - Nausicaa Bonnín és Sofia Guerrero. - Marc Cartes és Víctor Sala. - Txell Aixendrí és Aurora Cervera. - Laia Costa és Paula Gutiérrez. - Leticia Dolera és Anna Giralt. - Biel Duran és Àlex Vidal. - Miki Esparbé és Carles Cambres. - Miquel Fernández és David Huguet. | - Francesc Garrido és Eric Gatell. - Montse Germán és Júlia Monrós. - Isak Férriz és Martín Vargas. - Aida Folch és Mia Bosch. - Josep Julien és Octavi Llavina. - Marta Marco és Bàrbara Riera. - Júlia Molins Vila és Ona Palà. - Àlex Monner és Isma Garcia. | - Eduardo Noriega és Ricardo Montiel. - Aida Oset és Judith Palà. - Íngrid Rubio és Imma Garcia. - Ricard Sales és Edu Navarro. - Jordi Sánchez és Francesc Pinyó. - Eva Santolaria és Clàudia Millán. - Bea Segura és Blanca Monrós. - Miquel Sitjar és Bruno Armengol. |

### Segona temporada
| - Alba Ribas és Sara Díaz. - Marcel Borràs és Marcel Roldan. - Bea Segura és Blanca Monrós. - Isak Férriz és Martín Vargas. - Anna Casas és Laura Ayesta. - Biel Duran és Àlex Vidal. - Marina Salas és Gina Jové. - Núria Gago és Olga Ballart. - Laia Manzanares és Laia Farràs. | - Julio Manrique és Albert Vallejo. - Alfonso Bassave és Guillermo Vidal. - Júlia Molins és Ona Palà. - Llorenç González és Sergi Perelló. - Alain Hernández és Dídac Bernabeu. - Paula Màlia és Elena Romeu. - Laia Costa és Paula Gutiérrez. - Anna Moliner és Victòria Villar. - Àlex Maruny és Gerard Vallespí. | - David Marcé és Quim Fau. - Nausicaa Bonnín és Sofia Guerrero. - Nao Albet és Marc Armet. - Carme Elias és Àngels Torrents. - Álvaro Cervantes és Dani. - Amparo Moreno és Maria Castells. - Pep Munné és Francesc Domènech. - Manel Barceló és Pere Navarro. - Artur Busquets és Berto Ros. |

### Tercera temporada
| - Pablo Rivero és Tiago - Manuela Vellés és Mimi - Betsy Túrnez és Susy - Eduard Buch és Santi - Aida Oset és Judith Palà - Ricard Sales és Edu Navarro - Jordi Llovet - Carlos Cuevas és Jan - Clara Lago és Laura - Gonzalo de Castro és Nico - Carmen Machi és Diana - Belén Cuesta és Abi | - Ivan Massagué és Murall - Laia Costa és Paula Gutiérrez - Nausicaa Bonnín és Sofía Guerrero - Carolina Yuste és Matilda - Miguel Ángel Muñoz és Samuel - Ajay Kumar - Andrea Álvarez és Alba - Pol López és Josep - Pep Ambròs és Dani - Alejo Sauras és Javi - Albert Ausellé - David Verdaguer és Joan Carles "Juanqui" Vidal | - Berta Castañé és Bárbara "Barbs" Sánchez - Berta Bayarri - Joana Vilapuig és Meri - Pol Monen és Oriol - Eva Santolaria és Clàudia Millán - Antonio Hortelano és Imanol - Dulceida és Clienta Bar - Vito Sanz - Aina Clotet és Astrid - Anna Moliner és Victòria Villar - Carme Balagué |

### Quarta temporada
| - Joan Solé - Pol - Bruna Cusí - Mireia - Anna Castillo - Laia - Ricardo Gómez - Bruno - Elisabet Casanovas - Yuyu - Asia Ortega - Ingrid - Yolanda Ramos - Yoly - Betsy Túrnez - Susy - Mara Jiménez - Sara | - Arnau Puig - Buba - Emma Arquillué - Aitana - Alfons Nieto - Hugo - Aina Clotet - Astrid - Aitor Luna - Mario - Jorge Suquet - Adrián Lastra - Manu - Natalia Tena - Aroa | - Tomy Aguilera - Alan - Margarida Corceiro - Maru - Lola Rodríguez - Esperanza - Óscar Casas - Pedro - Leonor Watling - Joana - Asier Etxeandia - Alejandro - Verónica Echegui - Marina - Fran Perea - Joel |

### Llistat d'aparicions
| Actor            | Personatge      | Primera temporada | Primera temporada | Primera temporada | Primera temporada | Primera temporada | Primera temporada | Primera temporada | Primera temporada | Primera temporada | Primera temporada | Primera temporada | Primera temporada | Primera temporada | Segona temporada | Segona temporada | Segona temporada | Segona temporada | Segona temporada | Segona temporada | Segona temporada | Segona temporada | Segona temporada | Segona temporada | Segona temporada | Segona temporada | Segona temporada |
| Actor            | Personatge      | 1                 | 2                 | 3                 | 4                 | 5                 | 6                 | 7                 | 8                 | 9                 | 10                | 11                | 12                | 13                | 1                | 2                | 3                | 4                | 5                | 6                | 7                | 8                | 9                | 10               | 11               | 12               | 13               |
| ---------------- | --------------- | ----------------- | ----------------- | ----------------- | ----------------- | ----------------- | ----------------- | ----------------- | ----------------- | ----------------- | ----------------- | ----------------- | ----------------- | ----------------- | ---------------- | ---------------- | ---------------- | ---------------- | ---------------- | ---------------- | ---------------- | ---------------- | ---------------- | ---------------- | ---------------- | ---------------- | ---------------- |
| Bea Segura       | Blanca Monrós   |                   |                   |                   |                   |                   |                   |                   |                   |                   |                   |                   |                   |                   |                  |                  |                  |                  |                  |                  |                  |                  |                  |                  |                  |                  |                  |
| Isak Férriz      | Martín Vargas   |                   |                   |                   |                   |                   |                   |                   |                   |                   |                   |                   |                   |                   |                  |                  |                  |                  |                  |                  |                  |                  |                  |                  |                  |                  |                  |
| Biel Duran       | Àlex Vidal      |                   |                   |                   |                   |                   |                   |                   |                   |                   |                   |                   |                   |                   |                  |                  |                  |                  |                  |                  |                  |                  |                  |                  |                  |                  |                  |
| Nausicaa Bonín   | Sofia Guerrero  |                   |                   |                   |                   |                   |                   |                   |                   |                   |                   |                   |                   |                   |                  |                  |                  |                  |                  |                  |                  |                  |                  |                  |                  |                  |                  |
| Marc Cartes      | Víctor Sala     |                   |                   |                   |                   |                   |                   |                   |                   |                   |                   |                   |                   |                   |                  |                  |                  |                  |                  |                  |                  |                  |                  |                  |                  |                  |                  |
| Txell Aixendrí   | Aurora Cervera  |                   |                   |                   |                   |                   |                   |                   |                   |                   |                   |                   |                   |                   |                  |                  |                  |                  |                  |                  |                  |                  |                  |                  |                  |                  |                  |
| Laia Costa       | Paula Gutiérrez |                   |                   |                   |                   |                   |                   |                   |                   |                   |                   |                   |                   |                   |                  |                  |                  |                  |                  |                  |                  |                  |                  |                  |                  |                  |                  |
| Letícia Dólera   | Anna Giralt     |                   |                   |                   |                   |                   |                   |                   |                   |                   |                   |                   |                   |                   |                  |                  |                  |                  |                  |                  |                  |                  |                  |                  |                  |                  |                  |
| Miki Esparbé     | Carles Cambres  |                   |                   |                   |                   |                   |                   |                   |                   |                   |                   |                   |                   |                   |                  |                  |                  |                  |                  |                  |                  |                  |                  |                  |                  |                  |                  |
| Miquel Fernández | David Huguet    |                   |                   |                   |                   |                   |                   |                   |                   |                   |                   |                   |                   |                   |                  |                  |                  |                  |                  |                  |                  |                  |                  |                  |                  |                  |                  |
| Francesc Garrido | Eric Gatell     |                   |                   |                   |                   |                   |                   |                   |                   |                   |                   |                   |                   |                   |                  |                  |                  |                  |                  |                  |                  |                  |                  |                  |                  |                  |                  |
| Montse Germán    | Júlia Monrós    |                   |                   |                   |                   |                   |                   |                   |                   |                   |                   |                   |                   |                   |                  |                  |                  |                  |                  |                  |                  |                  |                  |                  |                  |                  |                  |
| Aida Folch       | Mia Bosch       |                   |                   |                   |                   |                   |                   |                   |                   |                   |                   |                   |                   |                   |                  |                  |                  |                  |                  |                  |                  |                  |                  |                  |                  |                  |                  |
| Josep Julien     | Octavi Llavina  |                   |                   |                   |                   |                   |                   |                   |                   |                   |                   |                   |                   |                   |                  |                  |                  |                  |                  |                  |                  |                  |                  |                  |                  |                  |                  |

## Banda sonora
Juntament amb els actors, un dels aspectes més destacats de la sèrie és la banda sonora.
El cap de setmana del 18 de juliol de 2015 va sortir a la venda el disc recopilatori de la banda sonora, anomenat Queda't amb la música, que estava format per les següents 18 cançons:
| - Luthea Salom – ‘Blank piece of paper’ - Bullitt – ‘Lucky’ - Luthea Salom – ‘Be me’ - Delorean – ‘As time breaks off’ - Enric Verdaguer – ‘Fun' - Núria Graham – ‘Will' | - Pájaro Sunrise – ‘Old goodbyes' - The Free Fall Band – ‘Contemporary love’ - Bryan Caffrey – ‘Monotonous ways' - Anna Moliner – ‘Moon' - The Trees – ‘Revelations' - Anímic – ‘Buttercups' | - Enric Verdaguer – ‘When I was a kid' - Dulce Pájara de Juventud – ‘Freak in tales' - Julieta Jones – ‘You’re not here’ - Pájaro Sunrise – ‘Song for Evangeline’ - Núria Graham – ‘Oregon' - Aida Oset, Pablo Yupton, Lucas Peire i Pablo Campos – ‘Cançó de l'Edu’ |

## Episodis
| Núm Prog. | Núm Temp. | Cites                                          | Direcció                                 | Data d'emissió                                                     | Espectadors (TV3) | Quota (TV3) |
| --------- | --------- | ---------------------------------------------- | ---------------------------------------- | ------------------------------------------------------------------ | ----------------- | ----------- |
| 1         | 1x01      | Martín i Blanca / Àlex i Ona                   | Pau Freixas                              | 27 d'abril de 2015                                                 | 425.000           | 13,5%       |
| 2         | 1x02      | Paula i Sofia / Èric i Claudia                 | Patricia Font i Pau Freixas              | 4 de maig de 2015                                                  | 438.000           | 14,2%       |
| 3         | 1x03      | Blanca i Víctor / David i Mia                  | Patricia Font i Marta Pahissa            | 11 de maig de 2015                                                 | 350.000           | 11,4%       |
| 4         | 1x04      | Mia i Ricardo / Aurora i Francesc              | Paco Caballero i Pau Freixas             | 18 de maig de 2015                                                 | 352.000           | 11,6%       |
| 5         | 1x05      | Clàudia i Víctor / Èric i Anna                 | Marta Pahissa                            | 25 de maig de 2015                                                 | 341.000           | 10,4%       |
| 6         | 1x06      | Júlia i Ricardo / David i Paula                | Patricia Font i Marta Pahissa            | 1 de juny de 2015                                                  | 332.000           | 11,5%       |
| 7         | 1x07      | Aurora i Víctor / Edu i Judith                 | Paco Caballero                           | 8 de juny de 2015                                                  | 405.000           | 13,6%       |
| 8         | 1x08      | Ricardo, Mia i David / Imma i Bruno            | Marta Pahissa i Paco Caballero           | 15 de juny de 2015                                                 | 423.000           | 12,8%       |
| 9         | 1x09      | Paula i Sofia / Blanca, Víctor i Júlia         | Patricia Font                            | 29 de juny de 2015                                                 | 331.000           | 11,0%       |
| 10        | 1x10      | Àlex i Ona / Inma i Francesc                   | Paco Caballero                           | 6 de juliol de 2015                                                | 360.000           | 12,5%       |
| 11        | 1x11      | Blanca i Martín / David i Bàrbara              | Patricia Font i Marta Pahissa            | 13 de juliol de 2015                                               | 351.000           | 12,6%       |
| 12        | 1x12      | Clàudia i Carles / Octavi i Isma               | Patricia Font i Marta Pahissa            | 20 de juliol de 2015                                               | 406.000           | 15%         |
| 13        | 1x13      | Diverses (final de temporada)                  | Paco Caballero i Marta Pahissa           | 27 de juliol de 2015                                               | 373.000           | 14,4%       |
| 14        | 2x01      | Sara i Marcel / Blanca i Martín                | Paco Caballero i Marta Pahissa           | 2 de maig de 2016                                                  | 296.000           | 9,6%        |
| 15        | 2x02      | Albert, Guillermo i Olga / Àlex i Gina         | Eric Navarro i Patricia Font             | 9 de maig de 2016                                                  | 311.000           | 10,2%       |
| 16        | 2x03      | Martín, Laura i Blanca / Ona, Àlex i Gina      | Paco Caballero i Marta Pahissa           | 16 de maig de 2016                                                 | 254.000           | 8,2%        |
| 17        | 2x04      | Marcel i Sara / Olga, Guillermo i Albert       | Patricia Font i Paco Caballero           | 30 de maig de 2016                                                 | 301.000           | 10%         |
| 18        | 2x05      | Àlex, Gina i Dani / Dídac, Sergi i Elena       | Paco Caballero i Marta Pahissa           | 6 de juny de 2016                                                  | 270.000           | 8,7         |
| 19        | 2x06      | Martín, Laura i Blanca / Olga i Albert         | Patricia Font i Marta Pahissa            | 13 de juny de 2016                                                 |                   |             |
| 20        | 2x07      | Sara, Gerard i Marcel / Paula i Victòria       | Patricia Font i Paco Caballero           | 20 de juny de 2016                                                 | 330.000           | 10,4%       |
| 21        | 2x08      | Dídac, Elena i Quim / Ona, Àlex, Gina i Dani   | Paco Caballero i Hammudi Al-Rahmoun Font | 27 de juny de 2016                                                 | 323.000           | 10,8%       |
| 22        | 2x09      | Dídac, Sergi i Elena / Paula, Sofia i Victòria | Patricia Font i Marta Pahissa            | 4 de juliol de 2016                                                | 344.000           | 11,6%       |
| 23        | 2x10      | Gina i Marc / Àngels i Dani                    | Marta Pahissa i Paco Caballero           | 11 de juliol de 2016                                               | 313.000           | 12,1%       |
| 25        | 2x12      | Elena i Gerard / Àngels i Francesc             | Patricia Font i Hammudi Al-Rahmoun Font  | 25 de juliol de 2016                                               | 319.000           | 12,4%       |
| 26        | 2x13      | Paula, Victòria i Sofia / Elena i Gerard       | Patricia Font i Hammudi Al-Rahmoun Font  | 25 de juliol de 2016                                               | 292.000           | 12,1%       |
| 27        | 3x1       | Laura i Jan / Tiago i Mimi                     | Pau Freixas i Paco Caballero             | 12 de juny de 2023 (TV3) 13 de juny de 2023 (Amazon Prime Video)   | 444.000           | 21,4%       |
| 28        | 3x2       | Nico i Diana / Juanqui i Barbs                 | Pau Freixas i David Selvas               | 12 de juny de 2023 (TV3) 13 de juny de 2023 (Amazon Prime Video)   | 301.000           | 19,4%       |
| 29        | 3x3       | Abi i Murall / Meri i Oriol                    | Pau Freixas i Carles Torrens             | 13 de juny de 2023 (Amazon Prime Video) 19 de juny de 2023 (TV3)   | 302.000           | 15,4%       |
| 30        | 3x4       | Paula i Sofia / Matilda i Samuel               | Patricia Font i Pau Freixas              | 13 de juny de 2023 (Amazon Prime Video) 26 de juny de 2023 (TV3)   | 232.000           | 12,7%       |
| 31        | 3x5       | Alba i Josep / Dani i Javi                     | David Selvas                             | 13 de juny de 2023 (Amazon Prime Video) 3 de juliol de 2023 (TV3)  | 288.000           | 14,1%       |
| 32        | 3x6       | Claudia i Imanol                               | Carles Torrens                           | 13 de juny de 2023 (Amazon Prime Video) 10 de juliol de 2023 (TV3) | 216.000           | 10,9%       |
| 33        | 4x1       | Pol i Mireia / Laia i Bruno                    | Nely Reguera Gemma Ferraté               | 16 d'octubre de 2024 (TV3) 21 d'octubre de 2024 (Prime Video)      | 210.000           | 11,0%       |
| 34        | 4x2       | Susy i Yoli / Íngrid i Yuyu                    | Paco Caballero Nely Reguera              | 16 d'octubre de 2024 (TV3) 21 d'octubre de 2024 (Prime Video)      | 154.000           | 10,0%       |
| 35        | 4x3       | Alan i Maru / Esperanza i Pedro                | Gemma Ferraté                            | 21 d'octubre de 2024 (Prime Video) 23 d'octubre de 2024 (TV3)      | 124.000           | 6,8%        |
| 36        | 4x4       | Manu i Aroa / Astrid i Mario                   | Nely Reguera Èric Navarro                | 21 d'octubre de 2024 (Prime Video) 23 d'octubre de 2024 (TV3)      | 100.000           | 7,5%        |
| 37        | 4x5       | Sara i Buba / Aitana i Hugo                    | David Selvas                             | 21 d'octubre de 2024 (Prime Video) 4 de novembre de 2024 (TV3)     | 239.000           | 12,1%       |
| 38        | 4x6       | Alejandro i Joana / Marina i Joel              | David Selvas                             | 21 d'octubre de 2024 (Prime Video) 4 de novembre de 2024 (TV3)     | 147.000           | 11%         |

## Altres emissions
Al gener de 2016 la primera temporada és emesa al canal Atreseries del grup Atresmedia.
L'any 2020 la sèries és comprada per Televisió Espanyola i s'emet l'estiu aquell estiu per La 1.